# Bellota
Bellota Peckham & Peckham, 1892 è un genere di ragni appartenente alla famiglia Salticidae.

## Distribuzione
Delle nove specie note di questo genere 7 sono diffuse nelle Americhe; le altre due specie, B. fascialis e B.livida, sono endemiche del Pakistan.

## Tassonomia
La designazione di specie tipo per la B. peckhami Galiano, 1978, è stata effettuata nel 1978 dall'ICZN, Opinion 1265.
A maggio 2010, si compone di nove specie:
- Bellota fascialis Dyal, 1935 — Pakistan
- Bellota formicina (Taczanowski, 1878) — Perù
- Bellota livida Dyal, 1935 — Pakistan
- Bellota micans Peckham & Peckham, 1909 — USA
- Bellota modesta (Chickering, 1946) — Panama
- Bellota peckhami Galiano, 1978[2] — Venezuela
- Bellota violacea Galiano, 1972 — Brasile
- Bellota wheeleri Peckham & Peckham, 1909 — USA
- Bellota yacui Galiano, 1972 — Argentina